# Namlacium
Namlacium is een geslacht van kreeftachtigen uit de klasse van de Malacostraca (hogere kreeftachtigen).

## Soort
- Namlacium crepidatum (Calman, 1925)